# حالم كثيب
حالم كثيب: سيرة فرانك هربرت (بالإنجليزية: Dreamer of Dune: The Biography of Frank Herbert)‏ هي سيرة ذاتية لمؤلف الخيال العلمي الأمريكي فرانك هربرت كتبها ابنه برايان هربرت عام 2003. وقد وصلت إلى نهائيات جائزة هوغو لأفضل الأعمال ذات الصلة في عام 2004.